# Haihan-chiken
Haihan-chiken (jap. 廃藩置県) – zniesienie hanów (domen feudalnych) i ustanowienie na ich miejsce prefektur (edyktem cesarskim w dniu 29 sierpnia 1871 roku) w wyniku restauracji Meiji i zniesienia feudalizmu w Japonii. 
Między 2 marca i 2 sierpnia 1869 roku daimyō dobrowolnie zwrócili prawa do swoich hanów cesarzowi Meiji, zachowując jednakże własne oddziały wojskowe.
Autorem inicjatywy ostatecznego zniesienia hanów był Aritomo Yamagata. Uważał on, że zapewnienie Japonii odpowiedniej obrony przed ingerencją ze strony m.in. Wielkiej Brytanii, USA i Rosji, będzie wymagało zjednoczenia rozproszonych armii hanowych. Yamagata przekonał Takamoriego Saigō do przyjęcia stanowiska głównodowodzącego utworzonej 17 kwietnia 1871 roku Cesarskiej Gwardii Przybocznej (Goshinpei). Chociaż liczyła ona nie więcej niż 10 tys. żołnierzy, spełniała przede wszystkim niezwykle ważną rolę symbolu współpracy Chōshū i Satsumy, których połączonym wojskom, zasilonym jeszcze przez oddziały Tosy, nie był w stanie przeciwstawić się żaden inny han.
W dniu 29 sierpnia 1871 gubernatorzy 56 hanów, niegdyś daimyō, zostali wezwani przed oblicze cesarza. Odczytano im cesarski edykt o zniesieniu hanów i wszyscy zostali zwolnieni ze swoich urzędów. W ciągu miesiąca gubernatorzy wszystkich pozostałych hanów udali się do stolicy w celu doręczenia rządowi cesarskiemu swoich próśb o dymisję. Zniesione 261 hanów na krótko otrzymało status prefektur, ale już po upływie 4 miesięcy nastąpiła komasacja wszystkich 305 jednostek administracyjnych, w wyniku której powstały 72 prefektury i 3 miasta wydzielone. Dawni daimyō uznali za bezcelowe stawianie jakiegokolwiek oporu, a rząd centralny zatroszczył się o zapewnienie im odpowiednich środków materialnych, tak aby mogli zachować dotychczasowy standard życia. 